# Airco DH.3
Airco DH.3 – brytyjski samolot bombowy z okresu I wojny światowej.

## Historia
W związku z nalotami bombowymi niemieckich samolotów na Londyn w Wielkiej Brytanii rozpoczęto prace nad konstrukcją samolotów bombowych zdolnych do dokonywania nalotów na centra przemysłowe w Niemczech. W wytwórni lotniczej Aircraft Manufacturing Company Limited Geoffrey de Havilland opracował taki samolot, który otrzymał oznaczenie DH.3. 
Prototyp był gotowy na początku 1916 roku i po oblocie w maju 1916 roku został skierowany Centralnej Szkoły Lotniczej, gdzie przeprowadzono jego testy. Powstał wtedy drugi prototyp oznaczony jako DH.3A, w którym zastosowano silniki o większej mocy oraz zmniejszono powierzchnię nośną, co miało wyeliminować drganie i falowanie skrzydeł. Testy tego samolotu wykazały poprawę jego właściwości lotniczych, rozpoczęto więc budowę dwóch kolejnych prototypów, które miały być wzorcowe dla zamówionej przez lotnictwa brytyjskiego serii 50 samolotów tego typu. Jednak wytwórnia zrezygnowała z produkcji tych samolotów na rzecz nowej konstrukcji Airco DH.10. Lotnictwo zrezygnowało z kontraktu, wobec tego wstrzymano budowę rozpoczętych prototypów. 

## Użycie w lotnictwie
Samolot DH.3 był używany tylko testów i użytkowano go w Centralnej Szkole Lotniczej lotnictwa brytyjskiego. W dniu 7 czerwca 1917 roku po zakończeniu testów zwrócony został do wytwórni.

## Opis techniczny
Samolot DH.2 był dwupłatem o konstrukcji drewnianej, kratownicowej. W przedniej części kadłuba mieściła się gondola z miejscami dla załogi, z przodu kabina strzelca przedniego, za nim miejsce pilota, umieszczone pod skrzydłami, a za nim już poza obrysem skrzydeł miejsce dla strzelca tylnego. Strzelcy byli wyposażeni w ruchome karabiny maszynowe Lewis kal. 7,7 mm. Samolot mógł przewozić bomby o łącznej wadze 308 kg. Nad gondolą załogi pod górnym płatem umieszczono po obu stronach kadłuba dwa silniki, każdy napędzał jedno śmigło pchające. Kabiny załogi były odkryte. Podwozie było stałe, składało się z dwóch par kół, pierwsza bezpośrednio pod kadłubem, a druga pod skrzydłem dolnym, z tyłu posiadał płozę ogonową.